# نيبون أنيميشن
نيبون انيميشن (باليابانية: 日本アニメーション) هو إستديو رسوم متحركة (أنمي) ياباني يقع مقره الرئيسي بمدينة طوكيو اليابانية وهو مشهور بصناعة الأنمي المنقول عن روايات أدبية مثل المد المذهل ومغامرات توم سوير. هاياو ميازاكي وإيزاو تاكاهاتا، مؤسسا الاستديو الشهير جيبلي، قاما بإخراج العديد من أعمال نيبون أنيميشن.

## أشهر أعماله
قائمة بأشهر أعمال الإستديو:
| سنة الإنتاج | الاسم العربي            | الاسم الياباني                      | الاسم الإنجليزي                          |  |
| ----------- | ----------------------- | ----------------------------------- | ---------------------------------------- |  |
| 1974        | قصة هايدي               | アルプスの少女ハイジ                | Heidi, Girl of the Alps هايدي فتاة الجبل |  |
| 1975        | مغامرات السندباد البحري | アラビアンナイト シンドバットの冒険 | Arabian Nights: Sinbad's Adventures      |  |
| 1976        | وداعا ماركو             | 母をたずねて三千里                  | 3000 Leagues in Search of Mother         |  |
| 1978        | مغامرات عدنان           | 未来少年コナン                      | Future Boy Conan كونان فتى المستقبل      |  |
| 1983        | أليس في بلاد العجائب    | ふしぎの国のアリス                  | Alice in Wonderland                      |  |
| 1989        | ماوكلي فتى الأدغال      | ジャングルブック 少年モーグリ       | Jungle Book Shonen Mowgli                |  |
| 1992        | كابتن رابح              | えろ! トップストライカー            | Moero! Top striker                       |  |
| 1995        | عهد الأصدقاء            | ロミオの青い空                      | Romeo's Blue Skies                       |  |
| 1998        | القناص                  | ハンター×ハンター                   | Hunter × Hunter                          |  |

## روابط خارجية
- نيبون أنيميشن على موقع ANN company (الإنجليزية)